# Octaleurodicus
Octaleurodicus is een geslacht van halfvleugeligen (Hemiptera) uit de familie witte vliegen (Aleyrodidae), onderfamilie Aleurodicinae.
De wetenschappelijke naam van dit geslacht is voor het eerst geldig gepubliceerd door Hempel in 1922. De typesoort is Octaleurodicus nitidus.

## Soorten
Octaleurodicus omvat de volgende soorten:
- Octaleurodicus nitidus Hempel, 1922
- Octaleurodicus pulcherrimus (Quaintance & Baker, 1913)